# Runologia

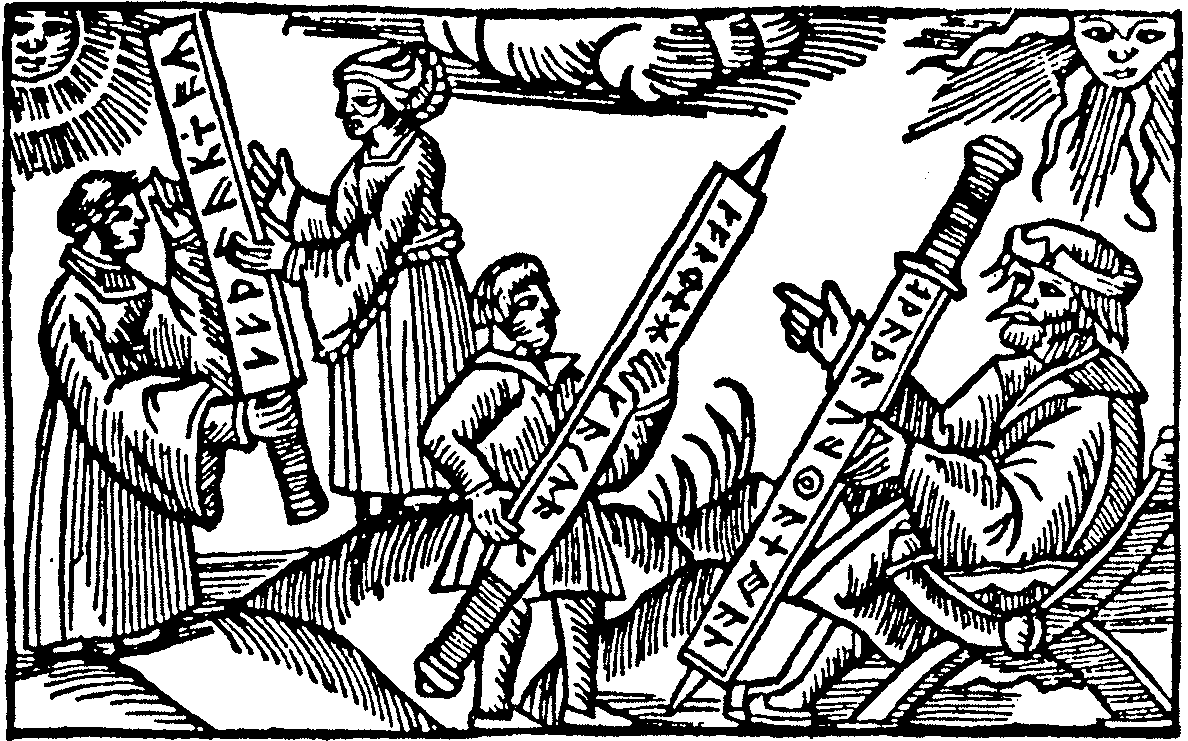
Crianças aprendendo um alfabeto rúnico (1555), da Historia de gentibus septentrionalibus de Olaus Magnus

Runologia é o estudo dos alfabetos rúnicos, inscrições rúnicas e a sua história. A runologia constitui um ramo especializado da linguística germânica .   

## História
A runologia surge com Johannes Bureus (1568–1652), interessado na linguística da língua geatish ( Götiska språket ), ou seja, nórdico antigo. No entanto, não via as runas apenas como um alfabeto, mas sim como algo sagrado ou mágico.  
O estudo das runas foi continuado por Olof Rudbeck, o Velho (1630–1702) e apresentado na sua coleção Atlantica. O físico Anders Celsius (1701–1744) ampliou ainda mais a ciência das runas e viajou pela Suécia para examinar os bautastenar ( megálitos, hoje denominados pedras rúnicas ). Outro tratado antigo é a Runologia de 1732, de Jón Ólafsson de Grunnavík .
As diferentes e várias escritas rúnicas foram bem interpretadas no século XIX, quando a sua análise se tornou parte integrante da filologia germânica e a linguística histórica . Wilhelm Grimm publicou o seu Über deutsche Runen em 1821, onde, entre outras coisas, se debruçou sobre as " runas Marcomannic" (capítulo 18, pp. 149–159). Em 1828, publicou um suplemento, intitulado Zur Literatur der Runen, onde discute o Abecedarium Nordmannicum .
Sveriges runinskrifter foi publicado em 1900. O periódico dedicado Nytt om runer é publicado pelos "Arquivos Rúnicos" do Museu de História Cultural da Universidade de Oslo desde 1985. O projeto Rundata, que visa criar um catálogo legível por máquina de inscrições rúnicas, foi iniciado em 1993.